# Gabriel I de Montgomery
Gabriel, conde de Montgomery, señor de Lorges (¿1530? - 26 de junio de 1574) fue un capitán de la guardia de Enrique II de Francia, al que involuntariamente hirió de muerte en un torneo (1559). Se convirtió al calvinismo y fue uno de los jefes del partido calvinista; prisionero en Domfront, fue ejecutado por orden de Catalina de Médici (1574).

## Primeros años de vida
Fue hijo de Jacobo de Lorges, conde de Montgomery, originario de Escocia, capitán distinguido de la guardia escocesa de Francisco I, y de Claudia de Francia.

### Matrimonio e hijos
Se casó con Isabel de la Touche), y tuvieron cuatro hijos y cuatro hijas, entre los cuales estaba Gabriel II de Montgomery, constructor del castillo de Ducey.
- Jacobo II, 1551-1590
- Gédéon, muerto en 1596
- Gil, 1558-1596
- Gabriel II, 1565-1635, padre de seis hijos.
- Cuatro hijas: Susana, Isabel y Claudia. El nombre de la cuarta hija es desconocido, se sabe solamente que se casó con Juan de Refuge, barón de Galardón.

## Vida en Francia
Gabriel es el autor del golpe fatal en el ojo del rey Enrique II durante un torneo en París, al lado del hotel Tournelles, lo que le convirtió en regicida involuntario. Enrique II murió el 10 de julio de 1559 habiendo agonizado durante varios días a pesar de los cuidados de su cirujano Ambroise Paré. Aunque el rey le exoneró de toda culpa y le absolvió de toda reprobación sobre su muerte, la mujer del rey, Catalina de Médici, que todavía no había jugado ningún papel, jamás dejó de perseguir a Montgomery: desterrado por el tribunal al día siguiente de la muerte del rey, tuvo que huir a Inglaterra, donde se adhirió a la reforma protestante, de la que se hizo, a su vuelta a Francia, una de las espadas más fuertes y uno de los comandantes más capaces del almirante Gaspar de Coligny, haciendo brillar el bando protestante en las guerras de religión. 
En mayo de 1562 conquistó, en el curso de la primera guerra de religión, la ciudad de Bourges, saqueada a continuación por sus tropas. Se enfrentó con el Mariscal de Matignon en Normandía y fue, durante la tercera guerra de religión (1569-1570), uno de los grandes capitanes del bando protestante en las campañas de Guyena, Périgord, Quercy y Bearn. Durante la batalla de Jarnac intentó, sin éxito, liberar al Príncipe de Condé. Fue uno de los refugiados que sobrevivieron a la matanza de San Bartolomé cuando, prudentemente retirado de la ciudad después de la tentativa de asesinato a su mentor el almirante Gaspar de Coligny, un hugonote herido cruzó el Sena a nado para advertirle. Le pusieron precio a su cabeza y los cazadores de recompensas le persiguieron hasta Inglaterra, donde Catalina de Médici reclamó varias veces su extradición. La reina Isabel I de Inglaterra contestó: "decidle a la reina-madre que no seré el verdugo de Francia".
Catalina de Médici, convertida en un personaje clave de la historia de Francia, acabó por obtener satisfacción en 1574 cuando, asediado Domfront desde el 9 de mayo después del fracaso de un desembarco hugonote en Saint-Vaast-la-Hougue, Normandia. Gabriel se rinde el 27 de mayo al mariscal de Matignon. Fue conducido a París, donde fue decapitado en la plaza de la Grève el 26 de junio de 1574. Informado en el cadalso de que un edicto real le confiscaba sus bienes y privaba a sus hijos de sus títulos, les dijo a los verdugos: "Decidles a mis hijos que si no son capaces de recuperar lo que me han quitado, les maldigo desde mi tumba".

## Curiosidades y otros datos
El padre de Gabriel de Montgomery, Jacobo de Lorges, fue causante de una herida, propinada con un tizón, en la cabeza de Francisco I el 6 de enero de 1521, mientras la corte celebraba la epifanía. Este accidente le provocó al rey una quemadura en la cara (usó un tizón encendido a modo de bola de nieve) y una hemorragia importante, afortunadamente sin consecuencias fatales.
Existe una pintura de la época que representa a Gabriel de Montgomery y que lleva por título Mr. de Montgomery.
Un colegio de la ciudad de Ducey lleva el nombre de Gabriel de Montgomery.

## Descendientes
El descendiente más célebre de Gabriel de Montgomery fue Bernard Law Montgomery, general británico de la Segunda Guerra Mundial.

## Novela histórica
Alejandro Dumas dio una versión romántica de la vida de Gabriel de Montgomery en la novela Las dos Dianas. En esta novela se identifica al conde como un héroe que participó en la defensa de la ciudad de San Quintín junto al almirante Gaspar de Coligny alargando varios días más de lo previsto la toma de la ciudad por los españoles. También se le atribuye la mayor parte de la victoria en la toma de Calais el 7 de enero de 1558 junto al duque Francisco de Guisa.